# 埃烏克湖
53°48′24″N 22°20′58″E / 53.80667°N 22.34944°E

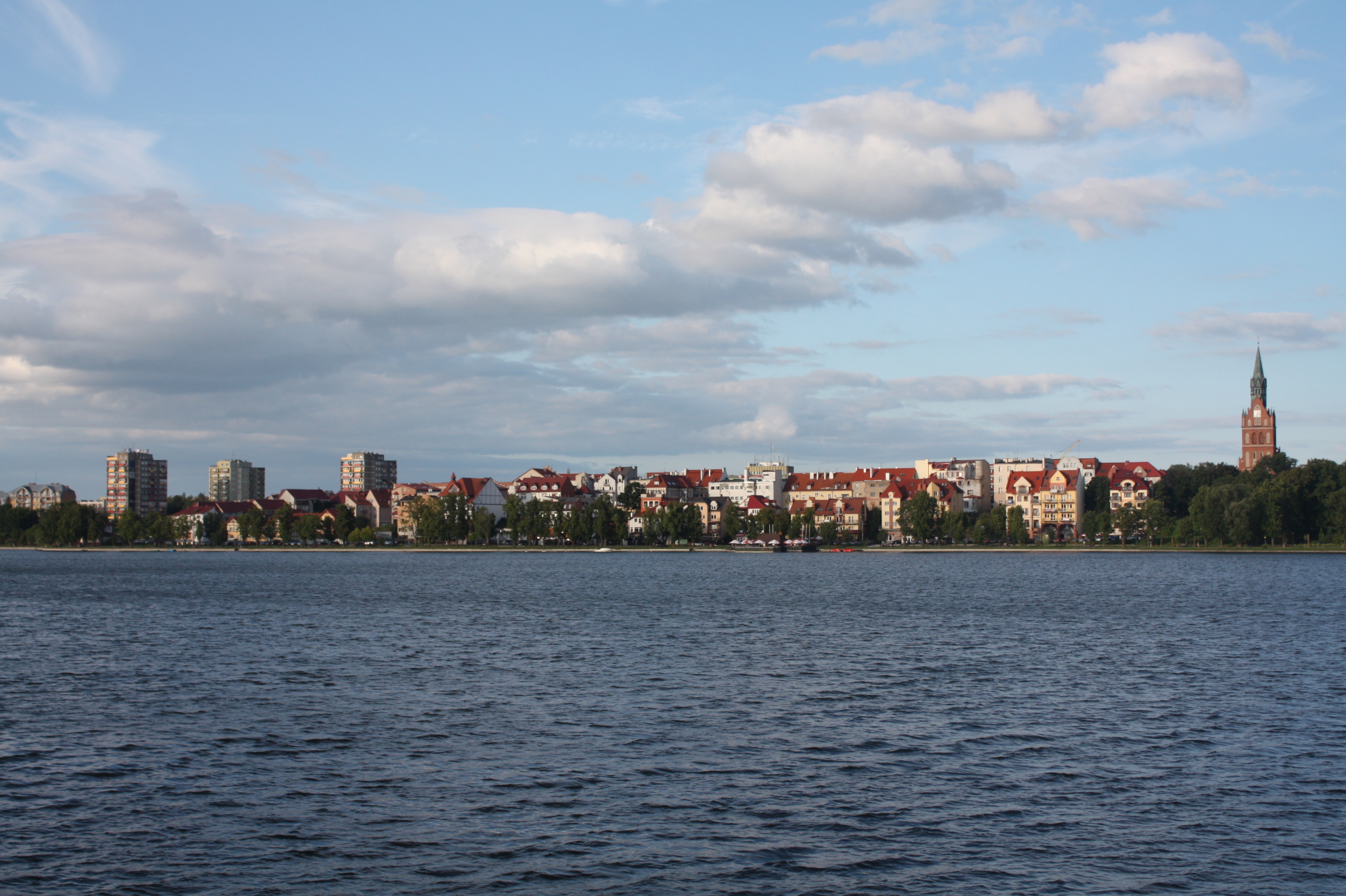

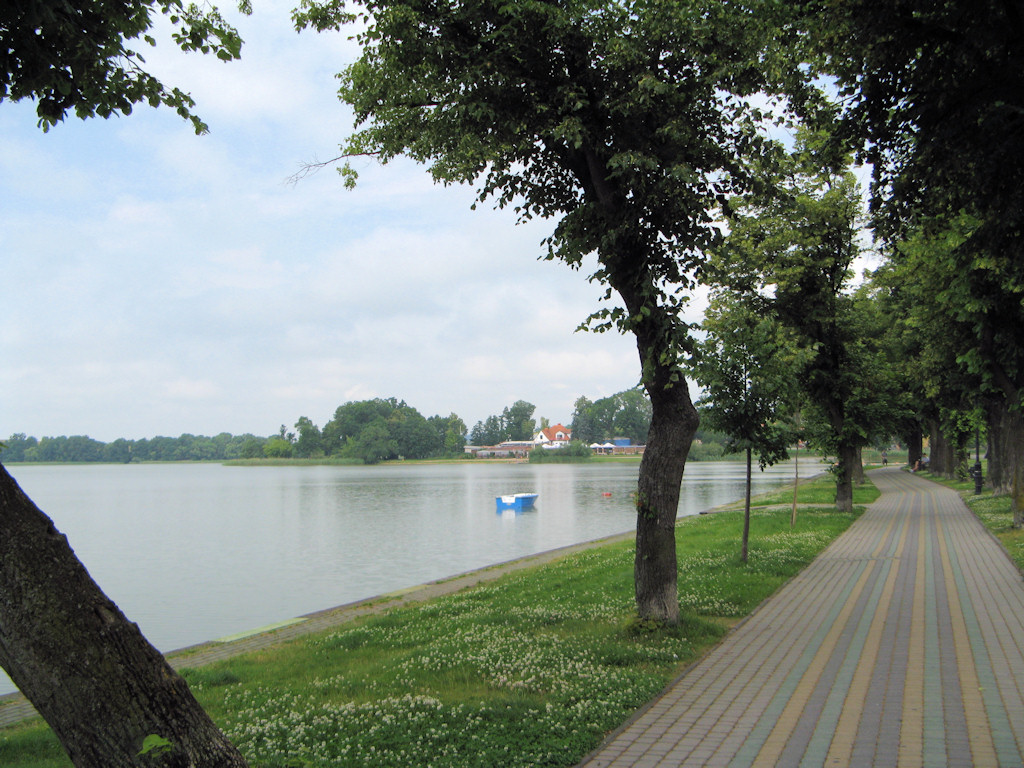

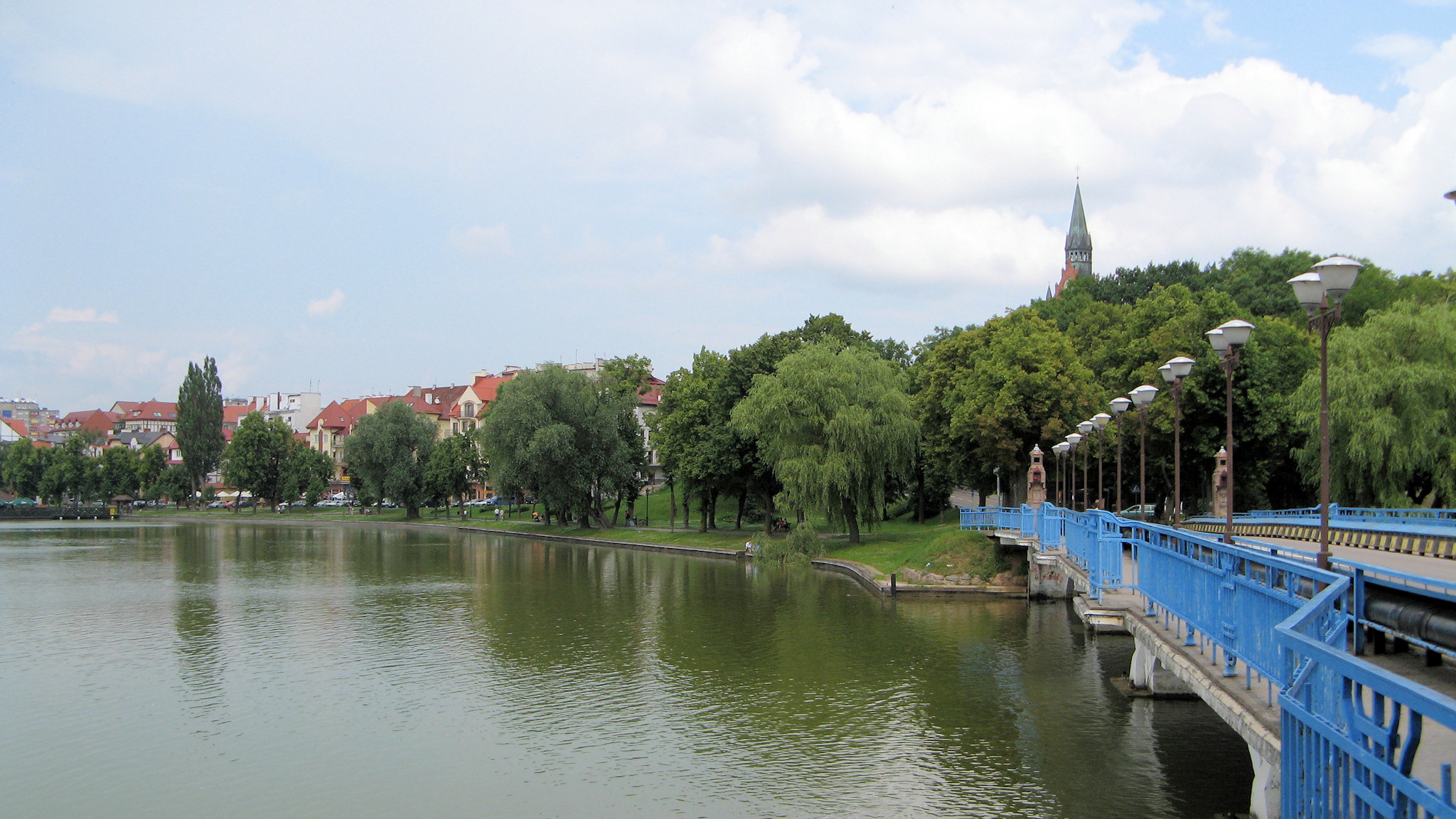

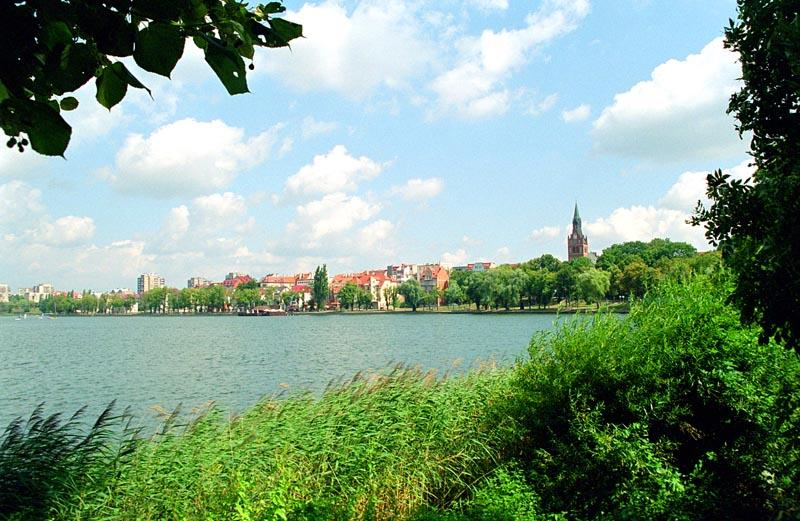

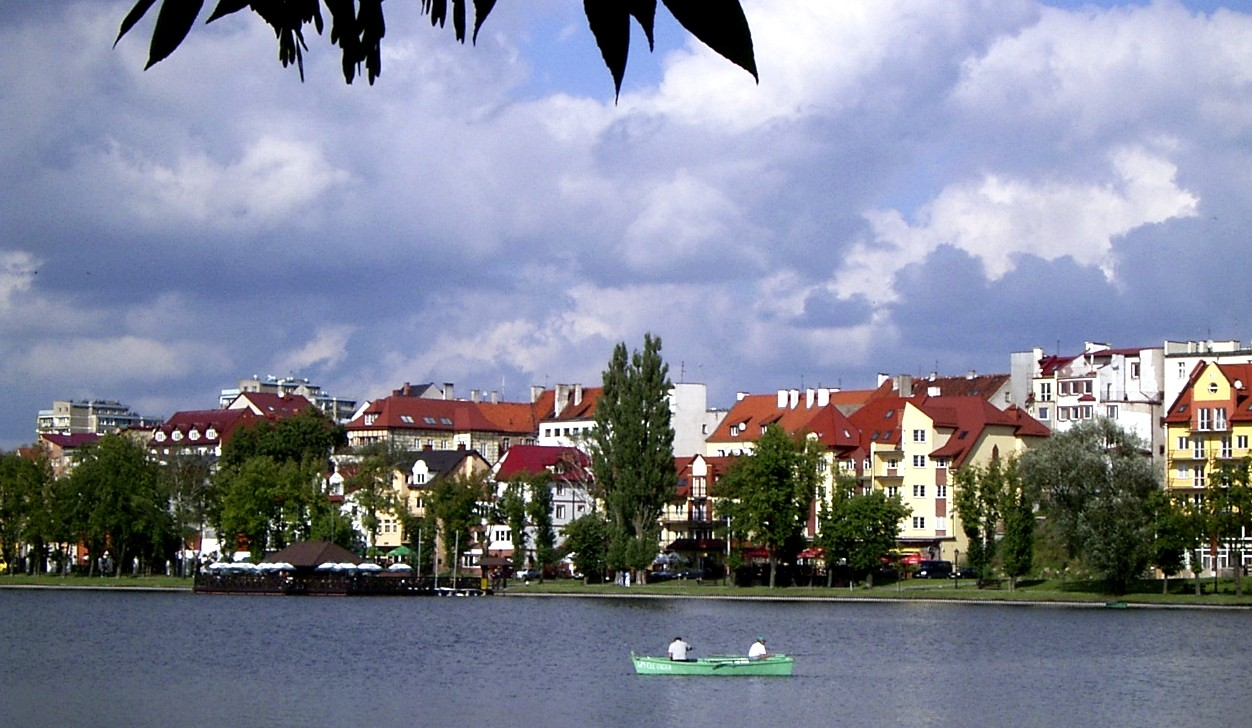

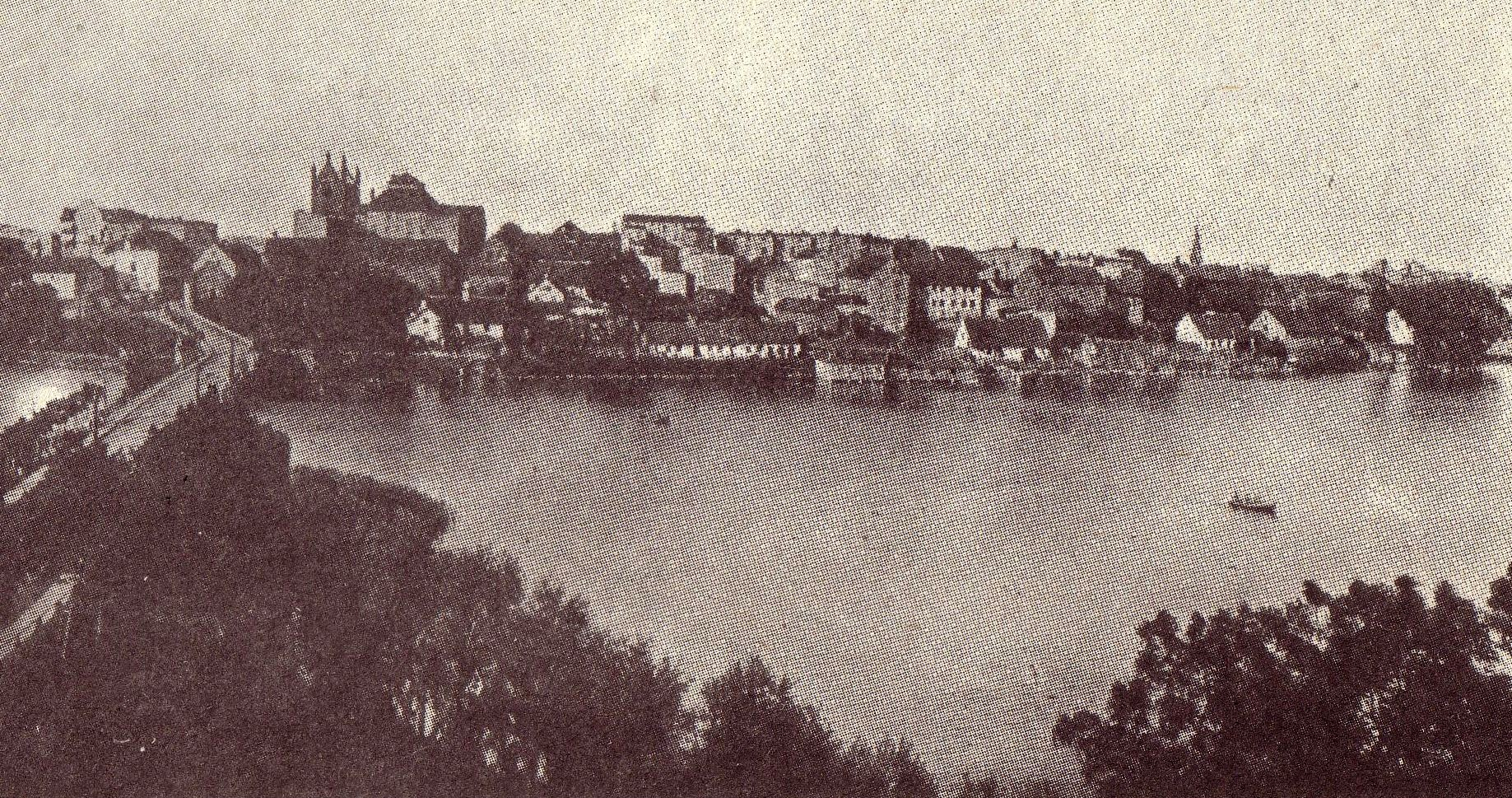

埃烏克湖是波蘭的湖泊，位於該國東北部，處於瓦爾米亞-馬祖里省，長6.5公里、寬1.5公里，平均水深15米，最大水深56米，蓄水量5,742萬立方米。